# Erzstift und Herzogtum Bremen
Das Erzstift Bremen, seit dem Westfälischen Frieden von 1648 Herzogtum Bremen, war ein Staatsgebilde im heutigen nördlichen Niedersachsen und Bremen.
Es ging aus dem weltlichen Besitz des Erzbistums Bremen hervor. In der Zeit als Erzstift wurde es sehr oft ungenau als Erzbistum Bremen bezeichnet, lateinisch ARCHIEPISCOPATVS BREMENSIS, nicht anders als die anderen Fürstbistümer.

## Erzstift Bremen

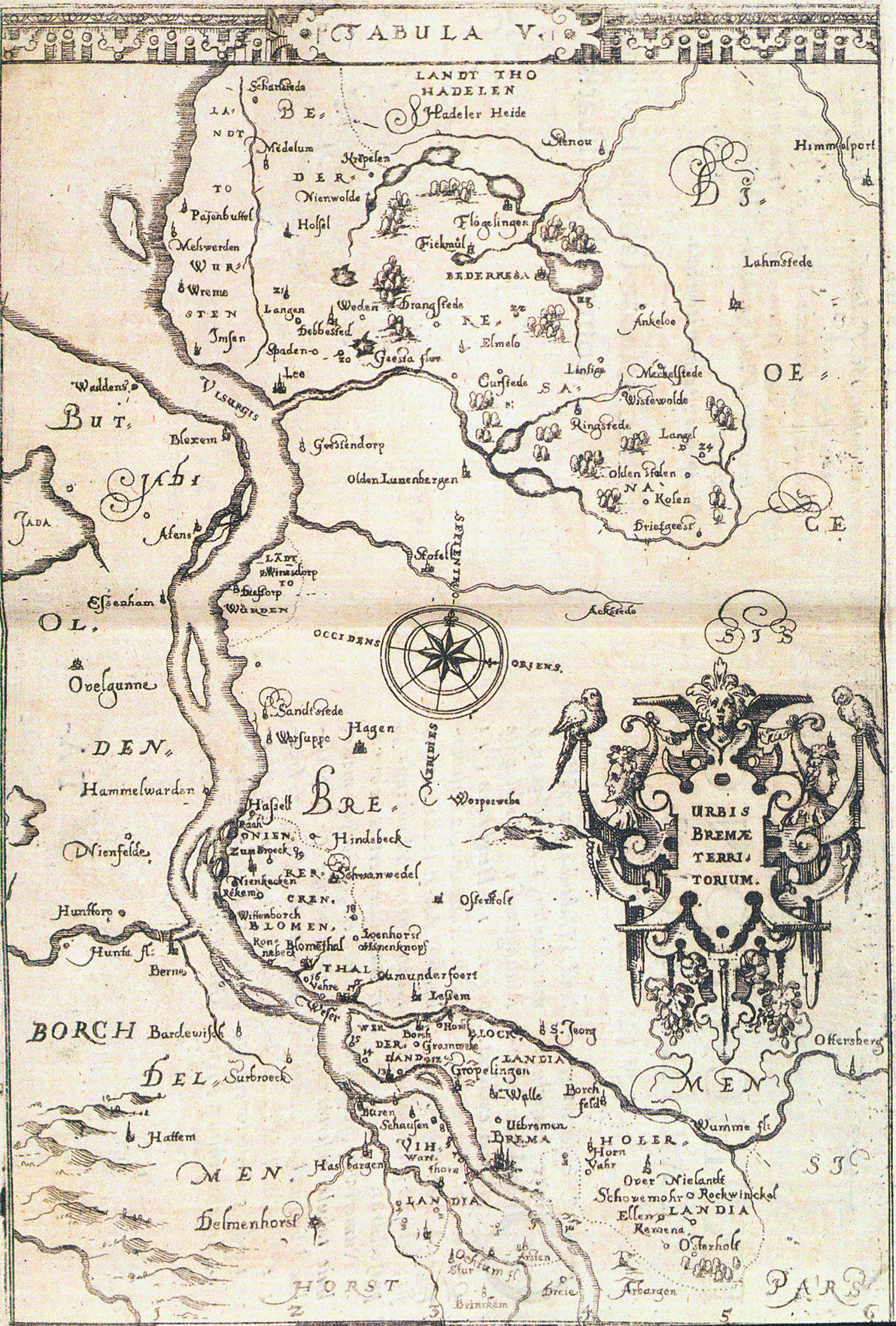
Urbis Bremæ Territorium (Landbesitz der Reichsstadt) wird unterschieden von Dioecesis Bremensis (Landbesitz des Bistums), Dilich 1603

Ab dem 11. Jahrhundert gelang es den Erzbischöfen von Bremen, ein Territorium zu schaffen, Erzstift genannt, das rund ein Drittel des bremischen Diözesangebietes und etwa 10 % der benachbarten Diözese Verden umfasste (3. Meile des Alten Landes und Buxtehude und sein Hinterland).
Bis 1180 gehörte das Bistum zum Stammesherzogtum Sachsen. 1180, nach dem Sturz von Herzog Heinrich dem Löwen kam es zur Zerteilung des Herzogtums durch die Gelnhäuser Urkunde von Kaiser Friedrich I. Seitdem bestand das Bistum Bremen als reichsunmittelbares Territorium. Erzbischof wurde 1180 der Askanier Siegfried I. von Anhalt. Seit 1500 gehörte das Erzstift Bremen zum Niedersächsischen Reichskreis innerhalb des Heiligen Römischen Reiches.
Das Domkapitel war nicht nur in der organisatorischen und finanziellen Verwaltung des Doms, sondern auch in der Administration des Erzstifts ein Machtfaktor. Sein Selbstergänzungsrecht hatte zur Folge, dass die 24 Domherren seit dem hohen Mittelalter dem Adel und den stadtbremischen Geschlechtern entstammten.
Die Stände (Domkapitel,  Ritterschaft, Prälaten als Vertreter der Geistlichkeit, Städte) trafen sich 1398 bis 1648 im Landtage des Erzstifts Bremen zumeist in Basdahl.
Schon bevor Bremen 1646 offiziell zu einer Freien Reichsstadt wurde, weilten die Erzbischöfe zunehmend außerhalb der Stadt. Als Residenz fungierte zunächst Bücken, danach Vörde (heute Bremervörde). Innerhalb der Stadt Bremen blieb nur die Domfreiheit unter erzbischöflicher Hoheit. Durch die zunehmenden wirtschaftlichen Schwierigkeiten der Erzbischöfe kam es zu einem Erstarken der Stiftsstände, so dass ab 1540 das Territorium unter einer Ständeverwaltung stand. In diesen Jahren fasste die Reformation Fuß, was durch den Einfluss des protestantisch dominierten Bremer Domkapitels verstärkt wurde. Erzbischof Georg von Braunschweig-Wolfenbüttel tolerierte diese Entwicklung. Seit 1567 wählte das Bremer Domkapitel Lutheraner zu Bischöfen, denen der Papst freilich die Anerkennung verweigerte. So wurde das Erzstift lutherisch und blieb es auch, als die Reichsstadt Bremen Ende des 16. Jahrhunderts vom Luthertum zum Calvinismus übertrat.

## Herzogtum Bremen
Durch den Westfälischen Frieden wurde das Erzstift säkularisiert. Das nun neu geschaffene Herzogtum Bremen kam zusammen mit dem ebenfalls säkularisierten Herzogtum Verden als Territorium Bremen-Verden mit Verwaltungssitz in Stade an Schweden.
Im Schwedisch-Brandenburgischen Krieg von 1675 bis 1676 wurde das schwedische Herzogtum Bremen in einem Feldzug durch mehrere Staaten des Heiligen Römischen Reiches und Dänemark erobert und blieb bis zum Kriegsende 1679 in alliiertem Besitz. Im Zuge des Frieden von Saint-Germain im Jahre 1679 fiel das Herzogtum wieder an Schweden.
1712 gelangte es an Dänemark und wurde 1715 an das Kurfürstentum Braunschweig-Lüneburg verkauft. Das Herzogtum Bremen teilte fortan die Geschichte des Landes und der späteren preußischen Provinz Hannover und wurde 1946 Teil Niedersachsens, wo es zunächst gemeinsam mit dem ehemaligen Herzogtum Verden und dem Land Hadeln den Regierungsbezirk Stade bildete. Kulturpolitische Aufgaben auf dem Gebiet der ehemaligen Herzogtümer Bremen und Verden nimmt heute unter anderem der Landschaftsverband Stade wahr.

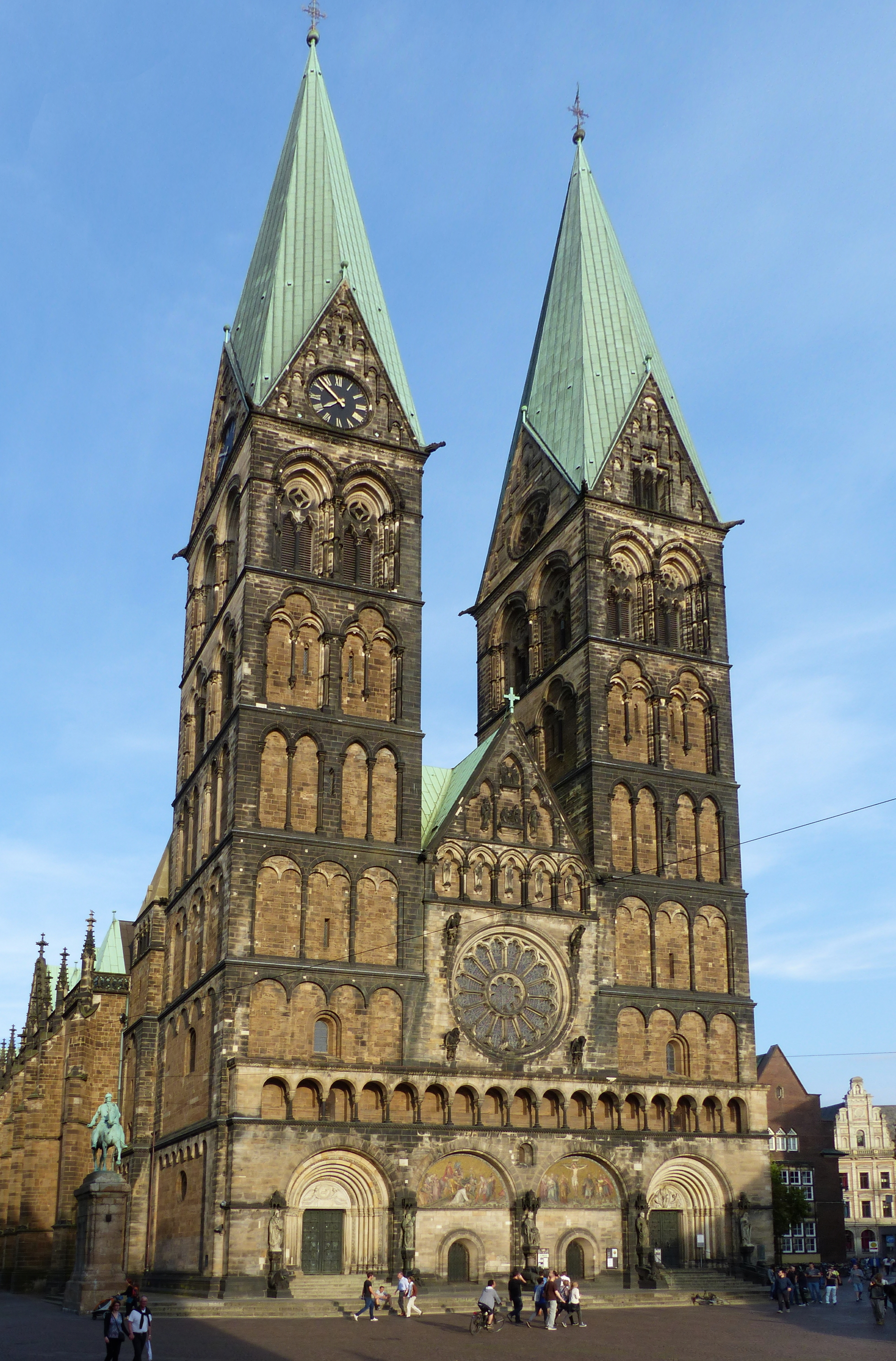
Bremer Dom
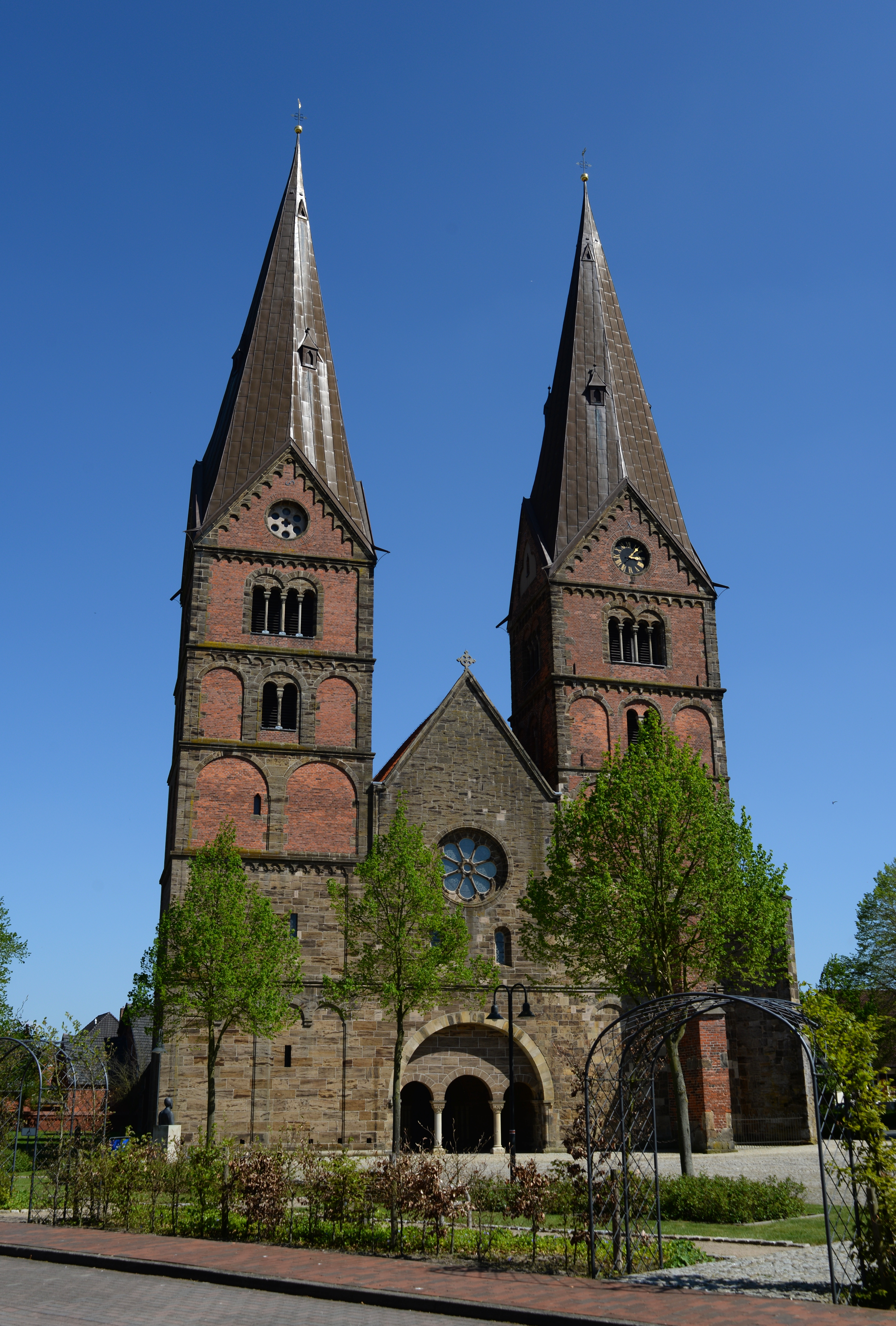
Stiftskirche Bücken
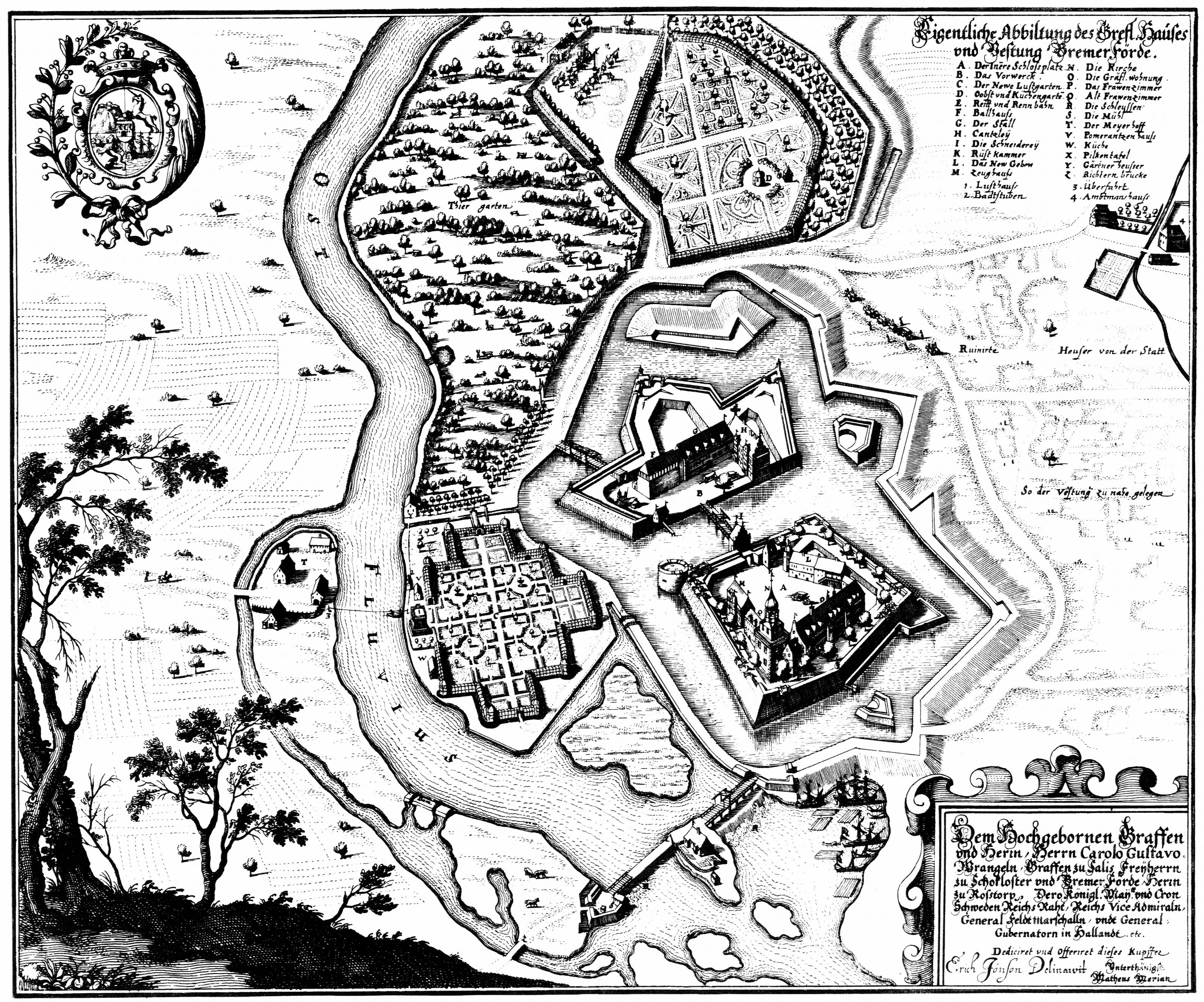
Schloss Bremervörde 1653
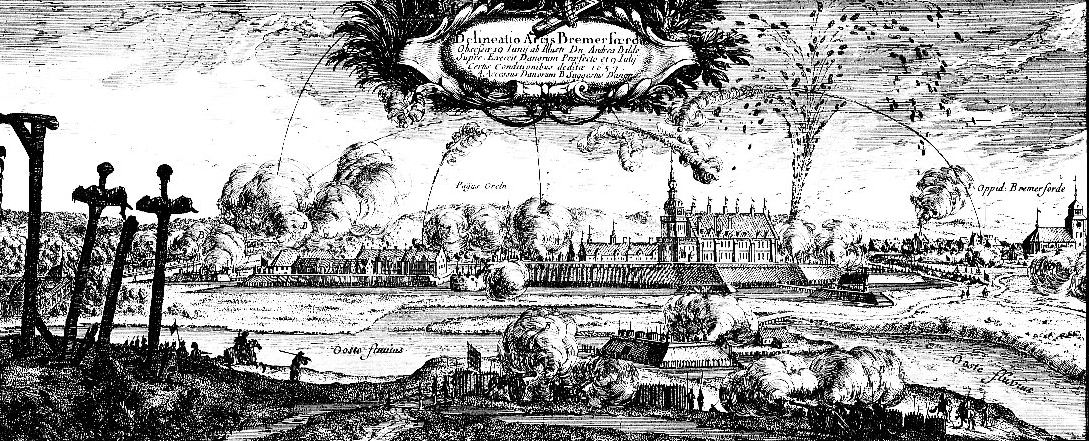
Die Beschießung Bremervördes 1657